# Lavaz-Gletscher
Der Lavaz-Gletscher (rätoromanisch Glatscher da Lavaz) ist ein Alpen-Gletscher in der Surselva im Kanton Graubünden in der Schweiz. Er liegt zwischen Piz Medel (3210 m) im Westen und Piz Valdraus (3095 m)/Piz Gaglianera (3120 m) im Osten am Übergang von der hinteren Val Lavaz ins Bleniotal respektive in die Greina. Aufgrund der steigenden Temperaturen ist vom ursprünglichen Gletscher nur noch ein „kleiner Rest“ (Surselva Tourismus) übrig. 
Ein alpiner Höhenweg verbindet die Fuorcla da Lavaz (2506 m), Standort der Medelserhütte und Übergang (T4) in die Val Plattas, über den Lavaz-Gletscher und die Fuorcla Sura da Lavaz (2702 m) mit dem Passo della Greina (2354 m) und der nahen Scalettahütte im Tessin. Für die Passage des kleinen Gletschers war 2021 keine Gletscherausrüstung notwendig, da das vom Weg passierte Stück ohne Spalten war.
Der Gletscher hat in den letzten Jahrzehnten deutlich an Grösse eingebüsst: Von 1973 bis 2010 betrug der Flächenverlust über 60 %. In den folgenden sechs Jahren gingen nochmals fast 10 % der Fläche verloren. Von 1882 bis 2020 hat der Lavaz-Gletscher 1720 Meter Länge verloren. 2016 betrug die Fläche des Lavaz-Gletschers noch 0,637 Quadratkilometer.
Von 2010 bis 2019 gingen von der Länge von 770 Metern nochmals 182 Meter verloren – somit dürfte der Gletscher auf eine Länge von unter 600 Metern geschrumpft sein. 2018 wurde ein Rückgang von über 100 Metern Länge verzeichnet. Die Gletscherzunge lag 2018 noch auf einer Höhe von 2415 m (2010: 2415 m; 1993: 2340 m; 1981: 2297 m). Zu Beginn des 20. Jahrhunderts hatte die Gletscherzunge noch bis in den west-östlich verlaufenden Teil des Val Lavaz hineingeragt und auf einer Höhe von 2062 m geendet. Bis in die Mitte des 20. Jahrhunderts hatte der Gletscher noch den ganzen Talkessel zwischen Piz Medel und Piz Valdraus aufgefüllt. 
Durch den Gletscherrückgang sind im Umfeld mehrere kleine Bergseen entstanden. Im Talkessel rund um den Gletscher ist ein 209,4 Hektar grosses Gebiet, das nach dem Gletscher benannt ist, 2001 ins Bundesinventar der Auengebiete von nationaler Bedeutung aufgenommen worden.